# Vanceboro (Maine)
Pour les articles homonymes, voir Vanceboro.
Vanceboro est une ville située dans le comté de Washington  , Maine, (États-Unis). La ville doit son nom à un propriétaire terrien William Vance. La ville est située à l'extrémité orientale de l'État du Maine sur la route 6. Vanceboro est situé sur la rive droite du fleuve Sainte-Croix, relié par le pont routier transfrontalier séparant l'État américain du Maine de la province canadienne du Nouveau-Brunswick. Ce pont est doté d'un poste de douane et d'un pont de chemin de fer utilisé par le Chemin de fer du sud du Nouveau-Brunswick. La population recensée en 2010 est de 140 âmes.

## Géographie
|                      | Canterbury (Nouveau-Brunswick) |                    |
| Lambert Lake (Maine) | Vanceboro                      | Paroisse de McAdam |
|                      |                                |                    |